# Otilia Bilionera
Otilia Brumă (n. 13 iunie 1992, Suceava), cunoscută sub numele de scenă Otilia, este o cântăreață de muzică dance, reggaetton și latino. A atins succesul în anul 2014, atunci când a lansat piesa Bilionera, fiind, de altfel, melodia care a propulsat-o pe plan internațional. Și tot de atunci, Otilia este supranumită și „Bilionera”. În vara lui 2014, Bilionera era deja difuzată la radiouri din Bulgaria, Turcia, Grecia, Pakistan și India, unde în scurt timp a ajuns pe locul 1 în topuri. Abia apoi, Bilionera a fost preluată de radiourile din România, ajungând imediat și în topurile naționale

## Biografie
Otilia și-a descoperit, încă de mică, talentul muzical, mama sa fiind cea care și-a dat prima seama de acest lucru. Impresionată de piesa lui Celine Dion de pe coloana sonoră a filmului Titanic, „My heart will go on”, Otilia s-a îndrăgostit iremediabil de melodie și povestește că, chiar de la vârsta de 3 ani, o cânta cu atâta pasiune și emoție încât plângea. Singură la părinți, Otilia a moștenit talentul muzical de la unele dintre rudele ei. Un unchi al artistei este de profesie preot, iar altul cântă la saxofon. Totodată, unul dintre verișori este interpret de muzică clasică. Fosta ei profesoară de muzică de la școală a fost cea care i-a valorificat și mai mult calitățile vocale. Drept urmare, a ales-o pe Otilia solistă în corul școlii. În adolescență, Otilia era o prezență constantă la diverse evenimente muzicale și la show-urile unor televiziuni locale. În clasa a IX-a a participat la Miss Boboc, iar pentru proba de aptitudini a ales să interpreteze o melodie. Din juriu făcea parte și Lucian Dragotă, un cântăreț de muzică folk cu care a avut ocazia să cânte în diferite locații din Suceava, Fălticeni și Dorohoi. Absolventă a Colegiului Național „Ștefan cel Mare” din Suceava, primul job al cântăreței a fost cel de asistentă TV, la vârsta de 16 ani, în cadrul televiziunii Antena 1, din Suceava. De acolo și până la succesul colosal de care se bucură în prezent, în afară de multă muncă, a mai fost doar un pas: Bilionera.
La șapte ani de la lansarea Bilionera, când piesa a atins, pe toate platformele online pe care este prezentă, un miliard de accesări, Otilia, una dintre vedetele casei de discuri Roton, a vorbit, într-un mesaj video adresat fanilor ei, despre povestea acestui hit. Lansată în 2014, Bilionera nu a pornit tocmai cu dreptul, după ce a fost refuzată, inițial, de mai multe radiouri din România. Chiar și așa, acest lucru nu a fost un impediment pentru artistă, ba chiar a ambiționat-o și mai mult. 
Bilionera a fost lansată, inițial, fără videoclip, în februarie 2014, pe YouTube, iar din acel moment a început să fie ascultată din ce în ce mai mult de la o zi la alta. Piesa a fost, la acea vreme, pe primul loc în topurile muzicale ale radiourilor din Turcia, Pakistan, India, Grecia, Bulgaria, fiind inclusă, ulterior, în categoria evergreen în aceste state, dar nu numai aici.
În vara lui 2014, când Bilionera a ajuns la peste 40 de milioane de vizualizări pe YouTube, la doar câteva săptămâni de la lansare, Otilia a făcut și videoclipul piesei. Și tot în acea vară, după ce Bilionera era deja difuzată la radiouri din Bulgaria, Turcia, Grecia, Pakistan și India, a fost preluată de radiourile din România, ajungând imediat și în topurile naționale.
Pentru succesul de care Bilionera s-a bucurat din partea publicului, Otilia a primit mai multe premii internaționale, între care: „Best Balkan Artist” (2017, la Bama Music Awards din Hamburg), „Best Balkan Artist” (2018, la Biaf Beirut), „Best Balkan Artist” (2018, Golden Panther Awards din New York), „Hayat newspaper, cea mai cunoscută artistă româncă în Turcia” (2015), „Best Balkan Artist” (2018, En Moda Magazine Cyprus).  
După Bilionera, care i-a adus titulatura de artist internațional, precum și turnee în întreaga lume, au urmat mai multe hituri. Între acestea: Diamante și Prisionera, cu peste 60 de milioane de vizualizări, respectiv peste 40 de milioane de vizualizări pe YouTube. Un alt hit al Otiliei este Adelante, care a adunat, cu piesa originală și cu remixul, peste 130 de milioane de vizualizări. Împreună cu artistul turc Serdar Ortaç, Otilia a lansat piesa Balım, în limba turcă, melodie care a ajuns la peste 84 de milioane de vizualizări pe YouTube. În fiecare lună, pe Spotify, Otilia ajunge la aproximativ 900.000 de ascultători.
În 2018, Otilia a jucat în filmul Deniz ve Günes, unde a avut chiar rolul ei, de artist internațional. Filmul a rulat în cinematografele din Turcia și poate fi văzut și pe diferite platforme online.
În 2020, artista a început colaborarea cu cel mai cunoscut post muzical de televiziune din Turcia, Number 1 TV, unde a găzduit, până anul acesta, alături de o vedetă locală, emisiunea de divertisment intitulată „Otilia & Uğur Show”.
În vara lui 2021, Otilia a lansat, alături de casa de discuri Roton, care i-a fost alături artistei încă de la începutul carierei, trei piese, Seu corpo, Oh na na și Nu pot, și a susținut mai multe concerte în România și peste hotare.
Pe canalul său de YouTube, Otilia împărtășește cu fanii ei cele mai importante momente din viața de artist, prin intermediul vlogului „The life of Bilionera”. De asemenea, artista postează constant pe rețelele sale de socializare și încearcă să-i surprindă mereu pe cei care o admiră. Și cum fanii sunt foarte importanți pentru ea, vedeta ține legătura cu unii dintre ei inclusiv prin intermediul WhatsApp.
Artista se descrie drept o persoană foarte muncitoare, plină de viață, deschisă și pasionată de ceea ce face. Pentru Otilia, muzica este ca o menire de la Dumnezeu și este cea mai fericită atunci când îi vede pe oamenii din jurul ei zâmbind și distrându-se pe melodiile sale.

## Videografie
| An         | Titlu                                               | Regizor                             | Studio                 |
| ---------- | --------------------------------------------------- | ----------------------------------- | ---------------------- |
| 2011-11-03 | „Share This Love For Life” (aka Bijue cu Da Fleiva) | Andrei Leșan, DOP: Blandu Alexandru | Redcon Pictures        |
| 2012-08-22 | „All The Stars” (aka Bijue)                         | Andrei Leșan, DOP: Blandu Alexandru | Redcon Pictures        |
| 2013-11-18 | „On Fire”                                           | Andrei Leșan, DOP: Blandu Alexandru | Redcon Pictures        |
| 2014-07-02 | „Won't Surrender” (cu Revolt Klan)                  | —                                   | MAX Production         |
| 2014-09-10 | „Bilionera”                                         | Andrei Leșan, DOP: Blandu Alexandru | Redcon Pictures        |
| 2015-05-28 | „Balım” (cu Serdar Ortaç)                           | —                                   | netd müzik             |
| 2015-07-01 | „Aventura”                                          | Alex Ceaușu                         | Roton                  |
| 2015-11-24 | „Iubire adevarata”                                  | —                                   | Roton                  |
| 2015-12-12 | „Passion” (cu Andrea, Shaggy, Costi)                | Stanislav H                         | Cat Music              |
| 2016-04-06 | „Diamante”                                          | Alex Ceaușu                         | Roton                  |
| 2017-05-19 | „Wine My Body” (Nicola Veneziani Official Remix)    | —                                   | G-Studio, Roton        |
| 2017-10-26 | „Prisionera”                                        | Richard Stan                        | JHaps Records          |
| 2017-12-07 | „Sleepless Nights” (Video Remix Ian Burlak)         | Ali Shah, DOP: Johnny               | JHaps Records          |
| 2018-01-20 | „Frunze”                                            | Richard Stan                        | JHaps Records          |
| 2018-02-21 | „Devoción”                                          | Richard Stan                        | JHaps Records          |
| 2018-04-20 | „I Don't Know” (cu Deejay Fly)                      | Richard Stan                        | JHaps Records          |
| 2018-06-01 | „Adelante”                                          | Richard Stan                        | JHaps Records          |
| 2018-09-26 | „Latina” (cu Omar Secada)                           | Richard Stan                        | JHaps Records          |
| 2021-05-06 | „Tu Locura (Kill 'Em)” (cu Sait Esmeray)            | Alex Ceaușu                         | Luca’s Art Film, Roton |
| 2021-06-04 | „Temeraria” (cu Y3MR$)                              |                                     | Ultra Records          |
| 2021-06-18 | „Seu Corpo”                                         | Khaled Mokhtar                      | Roton                  |
| 2021-08-05 | „Oh Na Na”                                          | DOP: Zia                            | Roton                  |
| 2021-09-24 | „Nu pot”                                            |                                     | Roton                  |

Bonus Video
| An         | Titlu                                                          | Regizor                            | Studio        |
| ---------- | -------------------------------------------------------------- | ---------------------------------- | ------------- |
| 2015-05-31 | „Korktum” (cu Serdar Ortaç)                                    | „Cut-and-paste” video from „Balım” | —             |
| 2016-10-20 | „Wine My Body”                                                 | Selfie Video                       | JHaps Records |
| 2017-05-23 | „Yüzyılın Așkı” (cu Sinan Akçıl feat. Serdar Ortaç) model only | —                                  | netd müzik    |
| 2017-11-02 | „Prisionera” (Remix Rino Aqua & MD DJ) model                   | —                                  | JHaps Records |
| 2017-11-21 | „Prisionera” (Remix Ian Burlak) BAMA Music Awards, Hamburg     | —                                  | JHaps Records |

## Discografie

### Trackuri
| An         | Artist                              | Titlu                                              |
| ---------- | ----------------------------------- | -------------------------------------------------- |
| 2010-11-25 | Da Fleiva & Bijue                   | What You Gonna Do (Radio Edit)                     |
| 2010-1X-XX | Da Fleiva & Bijue                   | What You Gonna Do (Extended Version)               |
| 2010-12-24 | Da Fleiva & Bijue                   | Forever Christmas                                  |
| 2011-04-30 | Da Fleiva & Bijue                   | Share This Love For Life (Radio Edit)              |
| 2011-04-30 | Da Fleiva & Bijue                   | Share This Love For Life (Extended Version)        |
| 2011-05-07 | Da Fleiva & Bijue                   | Jazzy Girl (Radio Edit)                            |
| 2011-05-07 | Da Fleiva & Bijue                   | Jazzy Girl (Extended Mix)                          |
| 2012-02-18 | Da Fleiva & Bijue                   | Jazzy Girl (SplashFunk Remix)                      |
| 2012-04-02 | Bijue                               | All The Stars (Radio Edit)                         |
| 2012-04-28 | Bijue                               | All The Stars (Extended)                           |
| 2012-08-08 | Da Fleiva & Bijue                   | Let's Spend Some Money (Radio Edit)                |
| 2013-03-16 | Bijue                               | All The Stars (Naor Remix)                         |
| 2013-03-16 | Bijue                               | All The Stars (Yan Krow Remix)                     |
| 2013-03-16 | Bijue                               | All The Stars (Dobble Remix)                       |
| 2013-06-10 | Otilia                              | French Kiss (Radio Edit)                           |
| 2013-06-24 | Otilia                              | French Kiss (Extended)                             |
| 2013-08-XX | Otilia                              | Russian Dream (Radio Edit)                         |
| 2013-08-10 | Otilia                              | Russian Dream (Original Extended)                  |
| 2013-11-18 | Otilia                              | On Fire (Radio Edit)                               |
| 2013-12-06 | Otilia                              | Dragoste sau nu (Radio Edit)                       |
| 2013-12-13 | Otilia                              | Dragoste sau nu (Extended)                         |
| 2013-12-21 | Otilia                              | Let It Snow                                        |
| 2014-01-13 | Otilia                              | Amor Real (Radio Edit)                             |
| 2014-01-15 | Otilia                              | Amor Real (Extended)                               |
| 2014-02-20 | Otilia                              | Bilionera (Radio Edit)                             |
| 2014-03-24 | Otilia feat. Revolt Klan            | Won't Surrender (Radio Edit)                       |
| 2014-04-05 | Otilia                              | Amor Real (Dj Dark Remix)                          |
| 2014-04-09 | Otilia feat. Revolt Klan            | Won't Surrender (Extended Mix)                     |
| 2014-04-08 | Otilia                              | Bilionera (Extended Mix 128 to 85 BPM)             |
| 2014-05-13 | Otilia                              | Somebody To Love (Radio Edit)                      |
| 2014-05-15 | Otilia                              | Somebody To Love (Extended Mix)                    |
| 2015-07-01 | Otilia                              | Aventura (Radio Edit)                              |
| 2015-07-01 | Otilia                              | Aventura (Extended)                                |
| 2015-11-24 | Otilia                              | Iubire adevarata                                   |
| 2015-12-12 | Andrea & Otilia feat. Shaggy, Costi | Passion (Video Edit)                               |
| 2016-01-18 | Andrea & Otilia feat. Shaggy, Costi | Passion (Radio Edit)                               |
| 2016-01-18 | Andrea & Otilia feat. Shaggy, Costi | Passion (XTD Edit)                                 |
| 2016-01-18 | Andrea & Otilia feat. Shaggy, Costi | Passion (UK Radio Edit)                            |
| 2016-01-18 | Andrea & Otilia feat. Shaggy, Costi | Passion (UK Radio Edit full english)               |
| 2016-01-18 | Andrea & Otilia feat. Shaggy, Costi | Passion (Nicola Veneziani Remix Radio Edit)        |
| 2016-01-18 | Andrea & Otilia feat. Shaggy, Costi | Passion (Nicola Veneziani Remix)                   |
| 2016-03-20 | Andrea & Otilia feat. Shaggy, Costi | Passion (Franques Remix)                           |
| 2016-04-06 | Otilia                              | Diamante (Radio Edit)                              |
| 2016-04-07 | Otilia                              | Diamante (Club Mix Extended)                       |
| 2016-10-20 | Otilia                              | Wine My Body (Radio Edit)                          |
| 2016-10-20 | Otilia                              | Wine My Body (Extended)                            |
| 2016-12-21 | Otilia                              | You, You                                           |
| 2017-01-25 | Otilia                              | Bilionera (Rino Aqua & MD DJ Official Remix)       |
| 2017-05-03 | Otilia                              | Wine My Body (Nicola Veneziani Remix Radio Cut)    |
| 2017-05-03 | Otilia                              | Wine My Body (Nicola Veneziani Remix Extended)     |
| 2017-05-21 | Sinan Akçıl feat. Otilia            | Așkla                                              |
| 2017-05-21 | Sinan Akçıl feat. Otilia            | Așkla (Acoustic Version)                           |
| 2017-10-26 | Otilia                              | Prisionera (Radio Edit)                            |
| 2017-10-26 | Otilia                              | Prisionera (Extended Edit)                         |
| 2017-11-02 | Otilia                              | Prisionera (Rino Aqua & MD DJ Remix Radio Edit)    |
| 2017-11-02 | Otilia                              | Prisionera (Rino Aqua & MD DJ Remix Extended)      |
| 2017-11-21 | Otilia                              | Prisionera (Ian Burlak Remix Radio Edit)           |
| 2017-12-06 | Otilia                              | Prisionera (Ian Burlak Remix Extended)             |
| 2017-12-07 | Otilia                              | Sleepless Nights (Ian Burlak Remix Radio Edit)     |
| 2017-12-07 | Otilia                              | Sleepless Nights (Ian Burlak Remix Extended)       |
| 2017-12-07 | Otilia                              | Sleepless Nights (Nicola Veneziani Remix)          |
| 2018-01-20 | Otilia                              | Frunze (Radio Edit)                                |
| 2018-01-22 | Otilia                              | Frunze (Extended)                                  |
| 2018-02-05 | Otilia                              | Amor Real (Reggae Theemotion Remix)                |
| 2018-02-13 | Otilia                              | Devoción (Radio Edit)                              |
| 2018-02-13 | Otilia                              | Devoción (Extended)                                |
| 2018-03-27 | Otilia                              | Devoción (Ian Burlak Remix Radio Edit)             |
| 2018-03-27 | Otilia                              | Devoción (Ian Burlak Remix Extended)               |
| 2018-04-07 | Otilia feat. Deejay Fly             | I Don't Know (Radio Edit)                          |
| 2018-04-07 | Otilia feat. Deejay Fly             | I Don't Know (Extended)                            |
| 2018-05-07 | Otilia                              | I Don't Know (MD DJ Remix)                         |
| 2018-05-07 | Otilia                              | I Don't Know (MD DJ Remix Extended)                |
| 2018-05-09 | Otilia                              | Frunze (Acoustic Version)                          |
| 2018-05-21 | Otilia                              | Sweet Paradise (Radio Edit) reeditare Wine My Body |
| 2018-05-21 | Otilia                              | Sweet Paradise (Extended) reeditare Wine My Body   |
| 2018-06-02 | Otilia                              | Adelante (Radio Edit)                              |
| 2018-06-02 | Otilia                              | Adelante (Extended)                                |
| 2021-06-18 | Otilia                              | Seu Corpo                                          |
| 2021-08-05 | Otilia                              | Oh Na Na                                           |
| 2021-09-24 | Otilia                              | Nu pot                                             |